# Funambulus sublineatus
Funambulus sublineatus — це зникомий вид гризунів, невелика вивірка (Sciuridae) з тропічних лісів у південних Західних Гатах, включаючи Нілгіріс, на півострові Індія. Раніше він включав Funambulus obscurus з Шрі-Ланки як підвид.

## Розповсюдження
Попередній ареал виду, до таксономічного поділу, був як в Індії, так і в Шрі-Ланці, хоча F. sublineatus зараз обмежена в поширенні Західними Гатами Індії. Дуже мало відомо про вид, ймовірно, найменший у роді, вагою близько 40 г. Його новий статус ендемічного ссавця в Індії означає, що записи потребують оновлення. Вид приурочений до вологих вологих лісів у Західних Гатах і пагорбах Нілгірі (і навколишніх територіях, таких як навколо Кодайканалу в Індії).